# Tokina
Tokina Co., Ltd. (株式会社トキナー Kabushiki-gaisha Tokinā) là một nhà sản xuất ống kính máy ảnh và thiết bị bảo vệ CCTV.

## Lịch sử
Tokina được thành lập bởi một nhóm các kĩ sư Nikon đã rời khỏi công ty Nikon để tập trung vào quá trình phát triển các ống kính zoom có chất lượng cao vốn rất hiếm trên thị trường vào thời điểm đó.  Xuất phát từ vị trí một OEM, vào đầu những năm 1970 Tokina bắt đầu bán các ống kính dưới thương hiệu Tokina.
Trong những năm gần đây, Tokina trở thành đối tác của Pentax, một công ty con thuộc tập đoàn Hoya và tham gia phát triển một số dòng ống kính. Các ống kính này được mang thương hiệu Pentax, Schneider Kreuznach D-Xenon và D-Xenogon khi sử dụng ngàm Pentax K và dưới thương hiệu Tokina với tất cả các ngàm ống kính khác. Tuy vậy, trung tâm nghiên cứu thiết kế và đội ngũ kĩ sư của hai công ty hoạt động độc lập với nhau.
Các ống kính phát triển chung này cùng sử dụng thiết kế quang học nhưng khác nhau về cấu trúc của vỏ và lớp tráng phủ trên thấu kính. Nó cũng có một vài tính năng khác nhau. Ví dụ, Tokina AT-X Pro 12-24mm II có động cơ lấy nét trong khi phiên bản của Pentax chỉ có lấy nét qua xoáy vít. Một ví dụ khác là Tokina AT-X Pro 16-50mm và  50-135mm chỉ có lấy nét qua xoáy vít và không có bảo vệ thời tiết, nhưng phiên bản Pentax lại có động cơ lấy nét siêu thanh và bảo vệ thời tiết.
Một điểm khác biệt nữa là thao tác chuyển giữa lấy nét thủ công và lấy nét tự động. Với công nghệ "One-touch Focus Clutch Mechanism" của Tokina, bạn có thể di chuyển vòng lấy nét lên phía trước để sử dụng lấy nét tự động, và di chuyển về phía sau để lấy nét bằng tay. Với công nghệ "Quick-Shift Focus System" của Pentax được giới thiệu vào đầu năm 2004 cùng ống kính DA 16-45mm f/4.0, bạn chỉ cần vặn vòng lấy nét trong khi đang ở chế độ lấy nét tự động. Sigma và Nikon hiện tại cũng có những hệ thống tương tự như của Tokina và Pentax.
Tính đến tháng 3 năm 2009, đã có 6 ống kính được phát triển chung và đưa ra thị trường dưới cả hai thương hiệu Tokina và Pentax là AT-X Pro 12-24mm f/4.0, AT-X Pro 16-50mm f/2.8, AT-X Pro 50-135mm f/2.8, AT-X 10-17mm f/3.5-4.5 mắt cá, AT-X Pro 100mm /2.8 macro, và AT-X Pro 35mm f/2.8 macro. Ống kính cuối cùng mà Tokina đưa ra thị trường trước khi hợp tác với Pentax là 28-70mm f/2.8 vào năm 2002. Các ống kính hiện thời đang sử dụng thiết kế riêng của Tokina là 11-16mm f/2.8, 80-400mm f/4.5-5.6, 16.5-135mm f/3.5-5.6 và 28-80mm f/2.8.
Đến tháng 2010, Tokina bắt đầu sản xuất ống kính đầu tiên sử dụng ngàm Sony Alpha, chiếc AT-X 116 Pro DX 11–16 mm f/2.8.

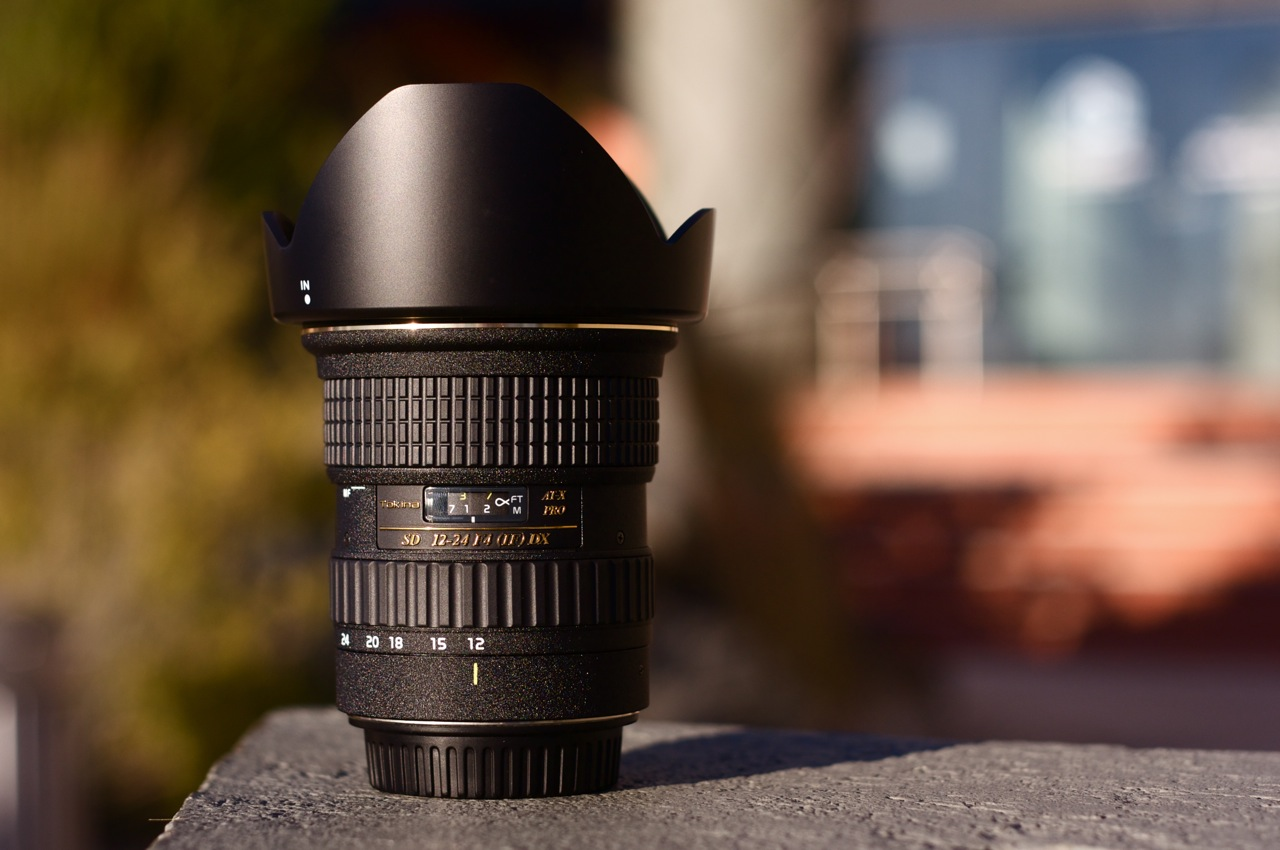
Ống kính Tokina AT-X Pro 12-24 f/4.0

Tập đoàn Hoya là nhà sản xuất thấu kính cho Tokina. Hoya cung cấp cho Tokina các thấu kính đã tráng phủ theo thiết kế và tiêu chuẩn quản lý chất lượng của Tokina.

## Mã hiệu sản phẩm
- FX - Full frame
- DX - cropped digital
- AF - Auto-Focus
- AT-X Pro - professional line (dòng prime hoặc zoom khẩu độ không đổi)
- AT-X - consumer line
- IF - Internal Focus System
- FE - Floating Element System
- NH - No Hood (10-17mm fisheye không có hood)

Thiết kế quang học
- AS - Aspherical Optics
- F&R - Advanced Aspherical Optics
- SD - Super Low Dispersion
- HLD - High-Refraction and Low Dispersion
- MC - Multi-Coating

## Lenses

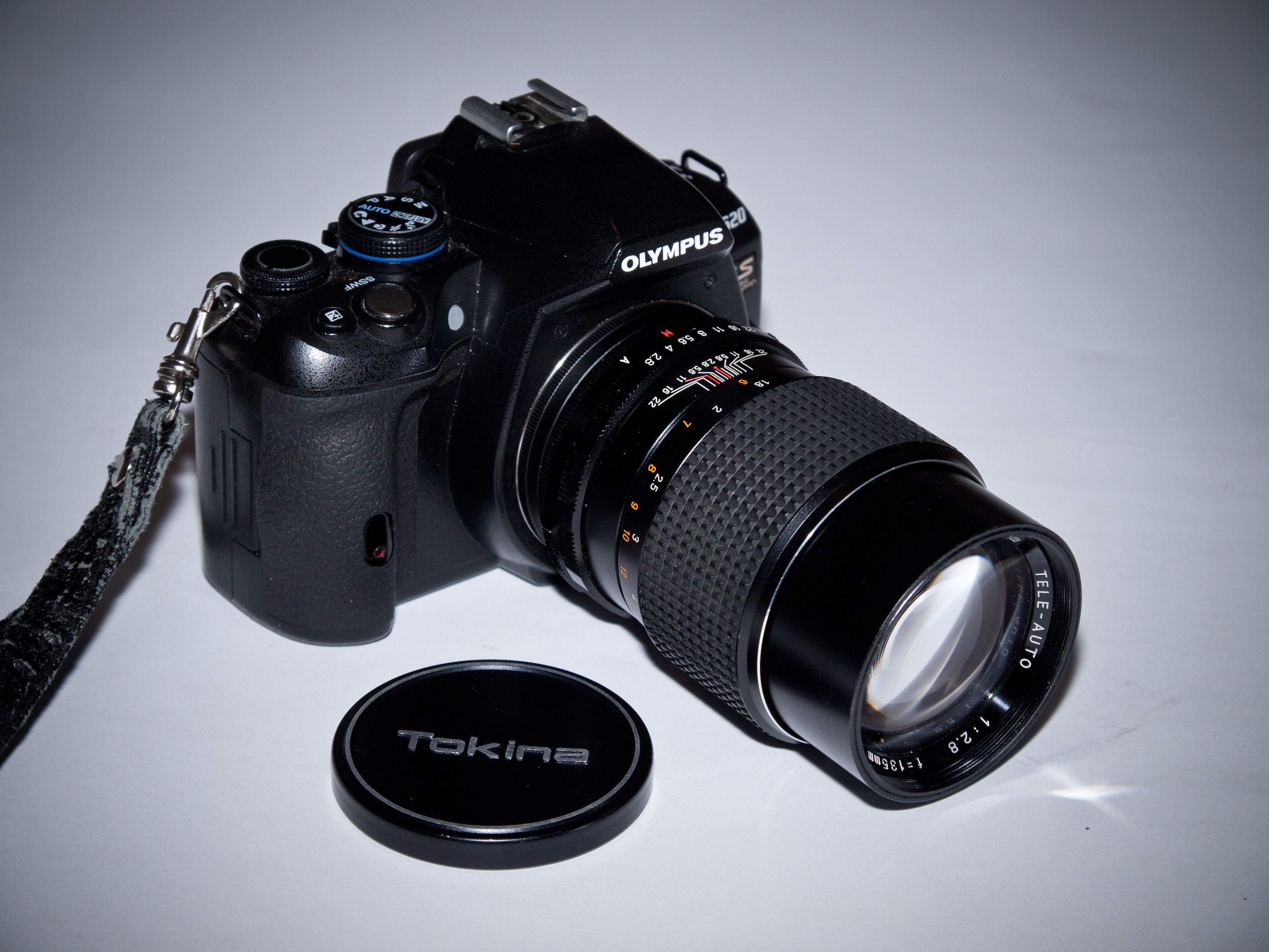
Tokina 135 lens on an Olympus Digital body

Danh sách này không đầy đủ, bạn cũng có thể giúp mở rộng danh sách.

### Zoom
- AT-X 107 DX AF fisheye 10–17 mm f/3.5 (available with and without the built-in hood. No hood version can be used on full-frame. The lens is also sold under Pentax brand.)
- AT-X 116 PRO DX AF 11–16 mm f/2.8
- AT-X PRO SD 11–20 mm f/2.8 (IF) DX
- AT-X 124 PRO DX AF 12–24 mm f/4 (The lens is also sold under Pentax brand)
- AT-X 124 PRO DX II SD IF AF 12–24 mm f/4
- AT-X PRO DX AF 12–28 mm f/4
- AT-X PRO FX AF 16–28 mm f/2.8
- AT-X 165 PRO DX AF 16–50 mm f/2.8 (The lens is also sold under Pentax brand)
- AT-X DX AF 16.5–135 mm f/3.5
- AT-X PRO FX AF 17–35 mm f/4
- AF 193 19–35 mm f/3.5 (made by Cosina)
- AT-X 235 PRO AF 20–35 mm f/2.8
- AF 235 20–35 mm f/3.5 (72 mm filter)
- AF 235 II 20–35 mm f/3.5 (77 mm filter)
- AT-X 240 AF 24–40 mm f/2.8
- AT-X 24–70 mm PRO FX f/2.8
- AT-X 242 AF 24–200 mm f/3.5
- RMC 25–50 mm f/4
- AT-X 270 PRO AF 28–70 mm f/2.6
- SZ-X 287 28–70 mm f/2.8
- AT-X 287 PRO SV AF 28–70 mm f/2.8
- AT-X AF 28–70 mm f/2.8
- AT-X 280 PRO AF 28–80 mm f/2.8
- SZ-X 270 SD 28–70 mm f/3.5
- AT-X 285 28–85 mm f/3.5
- AF 28-80 f/3.5
- SMZ 287 28–70 mm f/4
- RMC 28–85 mm f/4
- AT-X 235 28–135 mm f/4
- AT-X 357 35–70 mm f/2.8
- RMC 35–70 mm f/3.5
- RMC 35–105 mm f/3.5
- SMZ 35–105 mm f/3.5
- RMC 35–135 mm f/4
- AT-X 352 35–200 mm f/3.5
- AT-X SD 35–200 mm f/3.5
- AF 353 SD 35–300 mm f/4.5
- AT-X 535 PRO DX AF 50–135 mm f/2.8  (The lens is also sold under Pentax brand)
- EMZ 520 50–200 mm f/3.5
- AT-X 525 50–250 mm f/4
- AT-X 120 60–120 mm f/2.8
- AT-X PRO FX AF 70–200 mm f/4 VCM-S (image stabilization)
- RMC 70–210 mm f/3.5
- RMC 70–210 mm f/4
- RMC 70–220 mm f/3.5
- RMC 75–150 mm f/3.8
- SMZ 75 75–260 mm f/4.5
- AT-X SD 80–200 mm f/2.8
- AT-X 828 AF 80–200 mm f/2.8
- AT-X 828 PRO AF 80–200 mm f/2.8
- SMZ 835 80–200 mm f/3.5
- SZ 820 80–200 mm f/4.0
- RMC 80–200 mm f/4.0
- RMC 80–200 mmf/4.0
- SMZ 845 80–200 mm f/4.5
- RMC 80–250 mm f/4.5
- AT-X 840 AF 80–400 mm f/4.5
- AT-X 840 PRO D AF 80–400 mm f/4.5
- AT-X 100–300 mm SD f/4
- AT-X 340 AF 100–300 mm f/4
- AT-X 340 AF II 100–300 mm f/4
- RMC 100–300 mm f/5
- SZ 10 100–300 mm f/5.6
- AT-X 150–500 mm f/5.6
- SZ-X 205 28–105 mm f/4
- SZ-X SD 35–200 mm f/4
- SZ-X 210 SD 70–210 mm f/4
- SZ-X 820 80–200 mm f/4.5 (filter 55 mm)
- SZ-X 80–200 mm f/4.5 (filter 49 mm & 52 mm)
- RMC 90–230 mm f/4.5

### Prime

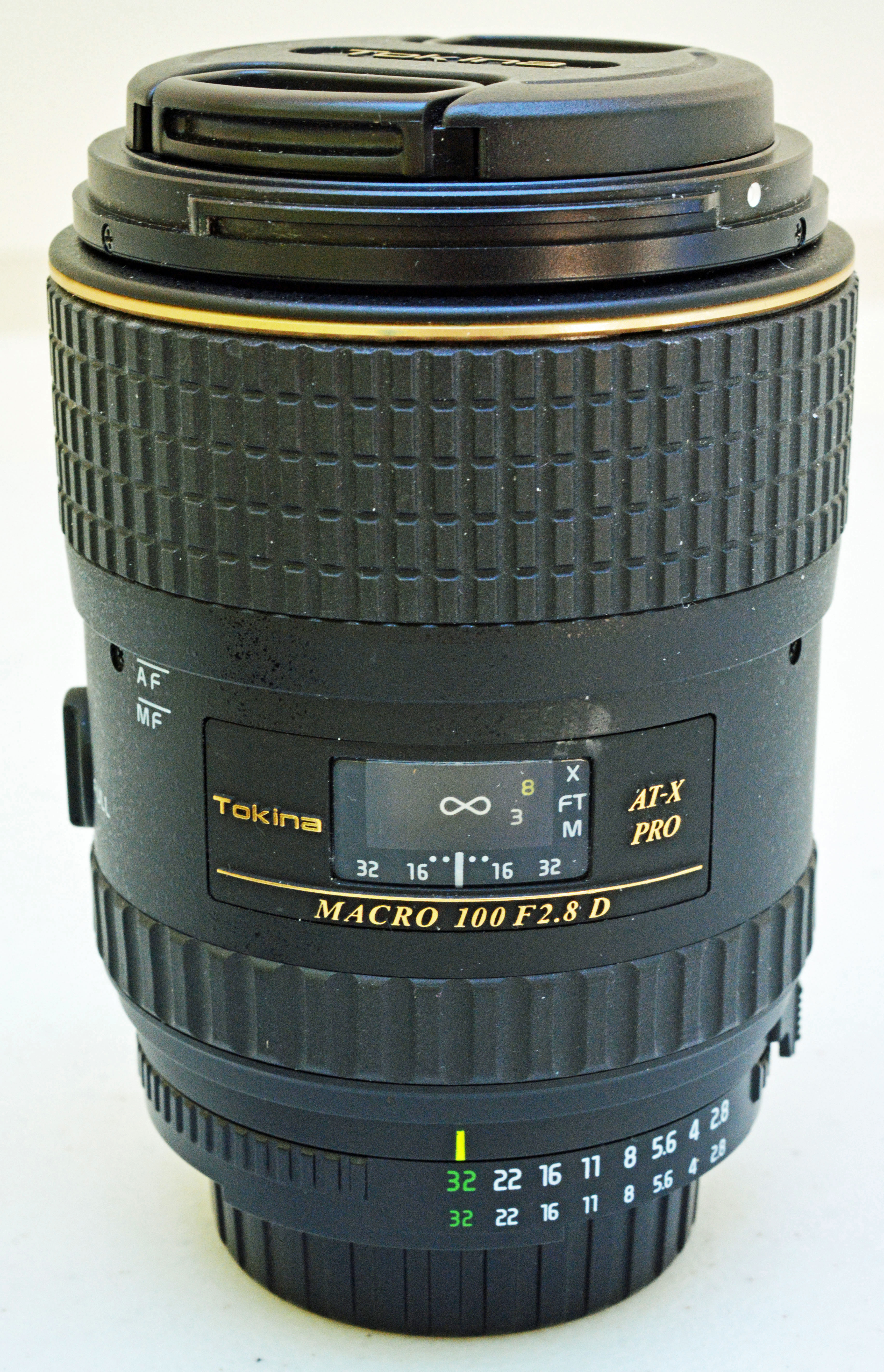
100 macro

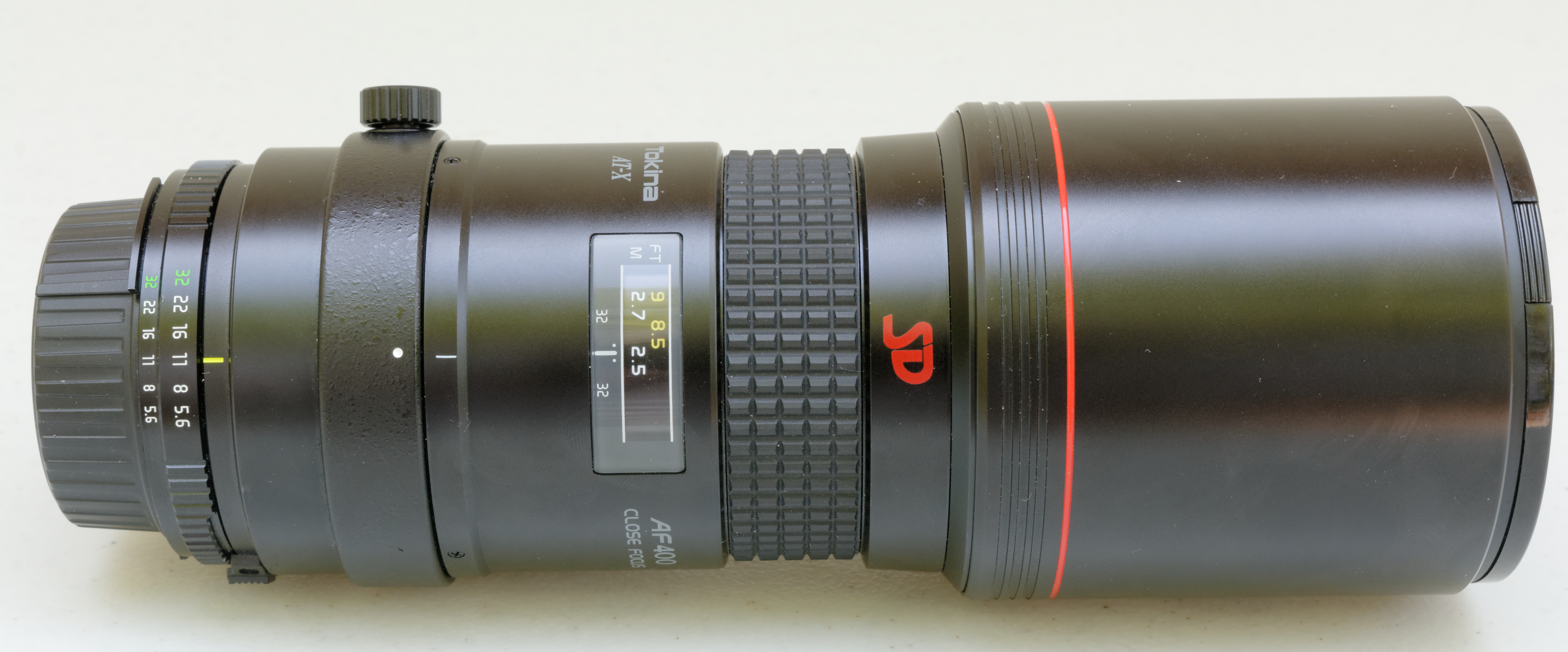
400 telephoto

- SL 17 17 mm f/3.5
- AT-X 17 AF 17 mm f/3.5
- AT-X 17 PRO AF 17 mm f/3.5
- RMC 17 17 mm f/3.5
- FiRIN 20 mm f/2.0 FE MF
- RMC 24 mm f/2.8
- SL 24 24 mm f/2.8
- RMC 28 mm f/2
- RMC 28 mm f/2.8
- SL 28 28 mm f/2.8
- AT-X M35 PRO DX AF 35 mm f/2.8 MACRO
- SL 35 35 mm f/2.8
- Opera 50 mm f/1.4
- AT-X M90 90 mm f/2.5 MACRO
- AT-X M100 AF 100 mm f/2.8 MACRO (internal focus, 1:2)
- AT-X M100 PRO D AF 100 mm f/2.8 MACRO
- SL 135 135 mm f/2.8
- SL 200 200 mm f/3.5
- AT-X 300 SD 300 mm f/2.8
- AT-X 300 AF II 300 mm f/2.8
- AT-X 300 PRO AF 300 mm f/2.8
- AT-X 304 AF 300 mm f/4
- 300 mm f/5.5 (preset T-mount)
- SL 300 300 mm f/5.6
- AT-X SD AF 400 mm f/5.6
- SL 400 400 mm f/5.6
- SL 400 SD 400 mm f/5.6
- 400 mm f/6.3 (preset T-mount)
- TM 500 500 mm f/8 Mirror
- T600 600 mm f/8 (preset, lens head & focus unit)
- T800 800 mm f/8 (preset, lens head & focus unit)